# 酒泉郡
酒泉郡，中国古郡名。

## 建置沿革
原是匈奴休屠王、渾邪王統領之地，漢武帝元狩二年（前121年），漢軍擊敗匈奴後在此地置郡，是河西四郡中最早設立的一郡。因“城下有金泉，其水若酒”而得名。元鼎六年（前111年）釐酒泉郡置敦煌郡、張掖郡。治所在祿福縣，屬涼州刺史部。成帝時領九縣：表是縣、會水縣、祿福縣、樂涫縣、綏彌縣、天衣縣、玉門縣、乾齊縣、池頭縣。新莽時改酒泉郡為輔平郡，更始帝時復舊。東漢省天䧇縣，新置延壽縣，又改表是為表氏、池頭為沙頭、綏彌為安彌。
西晉時改祿福縣為福祿縣。至此，酒泉郡領有福祿、會水、安彌、騂馬、樂涫、表氏、延壽、玉門、沙頭九縣。晉惠帝元康五年（295年），沙頭縣改屬晉昌郡。後又析置玉石縣、涼寧縣。
前涼張駿時，表是、樂涫二縣改屬建康郡。建興二十一年，改玉石縣為金澤縣。建興四十七年（359年），封宋混為酒泉侯，改酒泉郡為酒泉國，建興四十九年（361年）國除為郡。至此，酒泉郡領有福祿、會水、安彌、騂馬、延壽、玉門、金澤、涼寧八縣。前涼滅亡後，酒泉郡相繼為前秦（376年—386年）、後涼（386年—397年）、北涼（397年—401年）、西涼（401年—420年）、北涼（420年—440年）所有。北涼前期，分酒泉郡涼寧等縣置涼寧郡。西涼曾建都福祿。北涼玄始九年（420年），酒泉郡劃入沙州。
北涼承和八年（440年），酒泉郡降於北魏，郡廢，改置酒泉軍，屬敦煌鎮。北魏孝明帝孝昌中（525年—527年），復置酒泉郡，屬瓜州。
隋文帝開皇三年（583年），廢酒泉郡，領縣直屬甘州。唐玄宗天寶元年（742年），改肅州為酒泉郡，領酒泉、福祿二縣。唐肅宗乾元元年（758年），復為肅州。

## 長官

### 酒泉太守（前121年—9年）
- 辛武賢，隴西狄道人，漢宣帝時在任。[10]
- 辛慶忌，字子真，隴西狄道人，漢成帝時在任。[10]

### 酒泉太守（23年—359年）
- 梁統，字仲寧，安定烏氏人，漢更始二年（24年）到三年（25年）在任。[11]
- 竺曾，漢更始三年（25年）到漢光武帝建武七年（31年）在任。[12]
- 辛肜，漢光武帝建武七年（31年）出任。[12]
- 祭午，潁川潁陽人，漢光武帝時在任。[13]
- 段彭，漢明帝永平十八年（75年）前後在任。[14]
- 耿秉，字伯初，右扶風茂陵人，漢章帝時行太守事。[15]
- 周鮪，漢和帝永元十二年（100年）前後在任。[16]
- 翟酺，字子超，廣漢雒人，漢安帝延光三年（124年）出任。[17]
- 戴宏，濟北人，東漢後期在任。[18]
- 黃衍，東漢後期在任。[19]
- 劉班，漢靈帝光和二年（179年）前後在任。[20]
- 蘇則，字文師，右扶風武功人，漢獻帝建安中在任。[21]
- 辛機，漢獻帝延康元年（220年）前後在任。[22]
- 黃華，漢獻帝延康元年（220年）自署。[23]
- 王惠陽，東平人，曹魏時在任。[24]
- 索靖，字幼安，敦煌人，晉武帝後期在任。[25]
- 張鎮，晉懷帝永嘉二年（308年）前後在任。[26]
- 馬岌，前涼張駿建興三十三年（345年）前後在任。[26]
- 謝艾，敦煌人，前涼張重華時在任。[26]
- 馬基，前涼張玄靚建興四十三年（355年）被斬。[26]

### 酒泉國相（359年—361年）
- 姓名不詳，前涼張玄靚建興四十八年（360年）曾簽發趙清行封檢。[27]

### 酒泉太守（361年—440年）
- 宋皓，後秦苻丕太安元年（385年）為呂光所殺。[28]
- 壘澄，后涼呂光龙飞二年（397年）戰亡。[29]
- 王德，北涼段業神玺二年（398年）到天玺元年（399年）在任。[30]
- 李翻，西涼李歆嘉兴四年（420年）棄郡西奔敦煌。[31]
- 沮渠牧犍，北涼沮渠蒙逊玄始九年（420年）出任。[32]
- 沮渠無諱，北涼沮渠牧犍承和七年（439年）領，同年棄郡逃；八年（440年）攻克酒泉，同年又降於北魏。[33]

### 酒泉太守（742年—758年）
- 韓某，唐玄宗天宝中在任。[34]
- 史继先，唐玄宗天宝中在任。[35]

## 國主
- 酒泉侯宋混，359年—361年在位，361年族滅國除。[6]